# 다카스 가쓰야
다카스 가쓰야(高須克弥, 1945년 1월 22일 ~ )는 일본의 성형외과 전문의이며 전직 의과대학 겸임교수 직을 지낸 의학박사이다.

## 개요
일본 아이치현 잇시키에서 출생하였으며 지난날 한때 일본 아이치현 하즈에서 잠시 유아기를 보낸 적이 있는 그는 일본 아이치현 니시오에서 성장하였다.
쇼와 의과대학교를 나왔으며 일본 성형외과의학 분야의 1세대 개척 체제 대표라 일컬어진다. 그의 가계는 지난날 센고쿠 시대부터 계속 의사이다.

## 사건
2015년 트위터에 "독일에서 나치의 위대함을 가르쳐준 은사와 만났다" "난징 학살도, 아우슈비츠도 조작" 등의 글을 띄워 미국성형외과학회에서 제명당했다.

## 가족 구성
- 타카스 시즈 - 아내 (사별)
- 타카스 리키야 - 장남
- 타카스 히사야 - 차남
- 타카스 미키야 - 3남
- 타카스 에츠코 - 세 남자의 남편

만화가 사이바라 리에코와 교제 중이다.

## 기타
- 난징대학살과 홀로 코스트를 부인하고 나치를 찬양했기 때문에 미국의 학회에서 추방되었다.
- 방탄소년단의 멤버가 나치 풍의 의상을 입고 있던 것에 대해 비판했지만, 자신이 나치를 찬양한 사실이 있기 때문에 인터넷 상에서는 "이중 잣대"라고 비판받았다.
- 장남은 카츠야의 발언을 비판하고 있다.
- 한국에 대한 증오 연설을 자신의 블로그 · 소셜 네트워크에서 하고 있다.